# TFF 1. Lig (1989/1990)
Sezon 1989/1990 był 32. sezonem o mistrzostwo Turcji. Drużyna Fenerbahçe SK nie obroniła tytułu mistrzowskiego, zdobył go natomiast zespół Beşiktaş JK, zdobywając siedemdziesiąt pięć punktów w trzydziestu czterech meczach. Po sezonie spadły zespoły Malatyaspor, Altay SK, Samsunspor, Adana Demirspor i Sakaryaspor.

## Drużyny
Po sezonie 1988/1989 z ligi spadły zespoły Eskişehirspor, Çaykur Rizespor i Kahramanmaraşspor, z trzech grup 2. Lig awansowały natomiast drużyny Gençlerbirliği SK i Zeytinburnuspor.
| Uczestnicy poprzedniej edycji                                                                                 | Uczestnicy poprzedniej edycji | Uczestnicy poprzedniej edycji | Uczestnicy poprzedniej edycji |
| --- | ----------------------------- | ----------------------------- | ----------------------------- |
| FEN | Fenerbahçe SK                 | 1                             |                               |
| BES | Beşiktaş JK                   | 2                             |                               |
| GAL | Galatasaray SK                | 3                             |                               |
| SAR | Sarıyer                       | 4                             |                               |
| TRA | Trabzonspor                   | 5                             |                               |
| MKE | MKE Ankaragücü                | 6                             |                               |
| BOL | Boluspor                      | 7                             |                               |
| KON | Konyaspor                     | 8                             |                               |
| BUR | Bursaspor                     | 9                             |                               |
| SAK | Sakaryaspor                   | 10                            |                               |
| KAR | Karşıyaka                     | 11                            |                               |
| MAN | Malatyaspor                   | 12                            |                               |
| AND | Adanaspor                     | 13                            |                               |
| ADE | Adana Demirspor               | 14                            |                               |
| ALT | Altay SK                      | 15                            |                               |
| SAM | Samsunspor                    | 19                            |                               |
| Awans z TFF 2. Lig                                                                                            |                               |                               |                               |
| ZEY | Zeytinburnuspor               |                               |                               |
| GEN | Gençlerbirliği SK             |                               |                               |
| Oznaczenia: - kolumna pierwsza – skróty nazw drużyn, - kolumna trzecia – miejsce zajęte w poprzednim sezonie. |                               |                               |                               |

## Tabela
| Lp. | Drużyna             | M  | Z  | R  | P  | Bramki | Bramki | Różn. | Pkt | Uwagi                                |
| --- | ------------------- | -- | -- | -- | -- | ------ | ------ | ----- | --- | ------------------------------------ |
| 1   | Beşiktaş JK (M)     | 34 | 23 | 6  | 5  | 77     | 20     | +57   | 75  | Puchar Europy • I runda              |
| 2   | Fenerbahçe SK       | 34 | 22 | 4  | 8  | 70     | 38     | +32   | 70  | Puchar UEFA • I runda                |
| 3   | Trabzonspor         | 34 | 20 | 8  | 6  | 58     | 28     | +30   | 68  | Puchar Zdobywców Pucharów • I runda1 |
| 4   | Galatasaray SK      | 34 | 19 | 6  | 9  | 59     | 26     | +33   | 63  | Puchar Bałkanów • 1/4                |
| 5   | Sarıyer             | 34 | 16 | 11 | 7  | 52     | 37     | +15   | 59  |                                      |
| 6   | Bursaspor           | 34 | 13 | 8  | 13 | 46     | 45     | +1    | 47  |                                      |
| 7   | Konyaspor           | 34 | 13 | 7  | 14 | 41     | 42     | −1    | 46  |                                      |
| 8   | Karşıyaka           | 34 | 14 | 4  | 16 | 47     | 50     | −3    | 46  |                                      |
| 9   | MKE Ankaragücü      | 34 | 13 | 7  | 14 | 32     | 42     | −10   | 46  |                                      |
| 10  | Zeytinburnuspor     | 34 | 13 | 6  | 15 | 39     | 39     | 0     | 45  |                                      |
| 11  | Gençlerbirliği SK   | 34 | 11 | 12 | 11 | 50     | 51     | −1    | 45  |                                      |
| 12  | Adanaspor           | 34 | 12 | 9  | 13 | 48     | 53     | −5    | 45  |                                      |
| 13  | Boluspor            | 34 | 11 | 12 | 11 | 32     | 39     | −7    | 45  |                                      |
| 14  | Malatyaspor (S)     | 34 | 12 | 8  | 14 | 43     | 46     | −3    | 44  | Spadek do TFF 2. Lig                 |
| 15  | Altay SK (S)        | 34 | 9  | 8  | 17 | 38     | 57     | −19   | 35  | Spadek do TFF 2. Lig                 |
| 16  | Samsunspor (S)      | 34 | 7  | 6  | 21 | 24     | 50     | −26   | 27  | Spadek do TFF 2. Lig                 |
| 17  | Adana Demirspor (S) | 34 | 5  | 8  | 21 | 30     | 83     | −53   | 23  | Spadek do TFF 2. Lig                 |
| 18  | Sakaryaspor (S)     | 34 | 5  | 6  | 23 | 33     | 73     | −40   | 21  | Spadek do TFF 2. Lig                 |